# Politikåret 1812

## Händelser
- 30 april – Louisiana blir delstat i USA.[1]
- 9 juni – Sedan Storbritanniens premiärminister Spencer Perceval blivit mördad, ersätts han på posten av Robert Jenkinson.[2]
- 7 december – Missouriterritoriet upprättas i USA.[3]

## Avlidna
- 11 maj – Spencer Perceval, brittisk politiker, Storbritanniens premiärminister 1809–1812.

### Fotnoter
1. ↑  ”Louisiana” (på engelska). World Statesmen. http://www.worldstatesmen.org/US_states_L-M.html#Louisiana. Läst 30 juli 2015.
2. ↑  ”United Kingdom” (på engelska). World Statesmen. http://www.worldstatesmen.org/United_Kingdom.html. Läst 30 juli 2015.
3. ↑  ”Missouri” (på engelska). World Statesmen. http://www.worldstatesmen.org/US_states_L-M.html#Missouri. Läst 30 juli 2015.